# Kratz von Scharfenstein

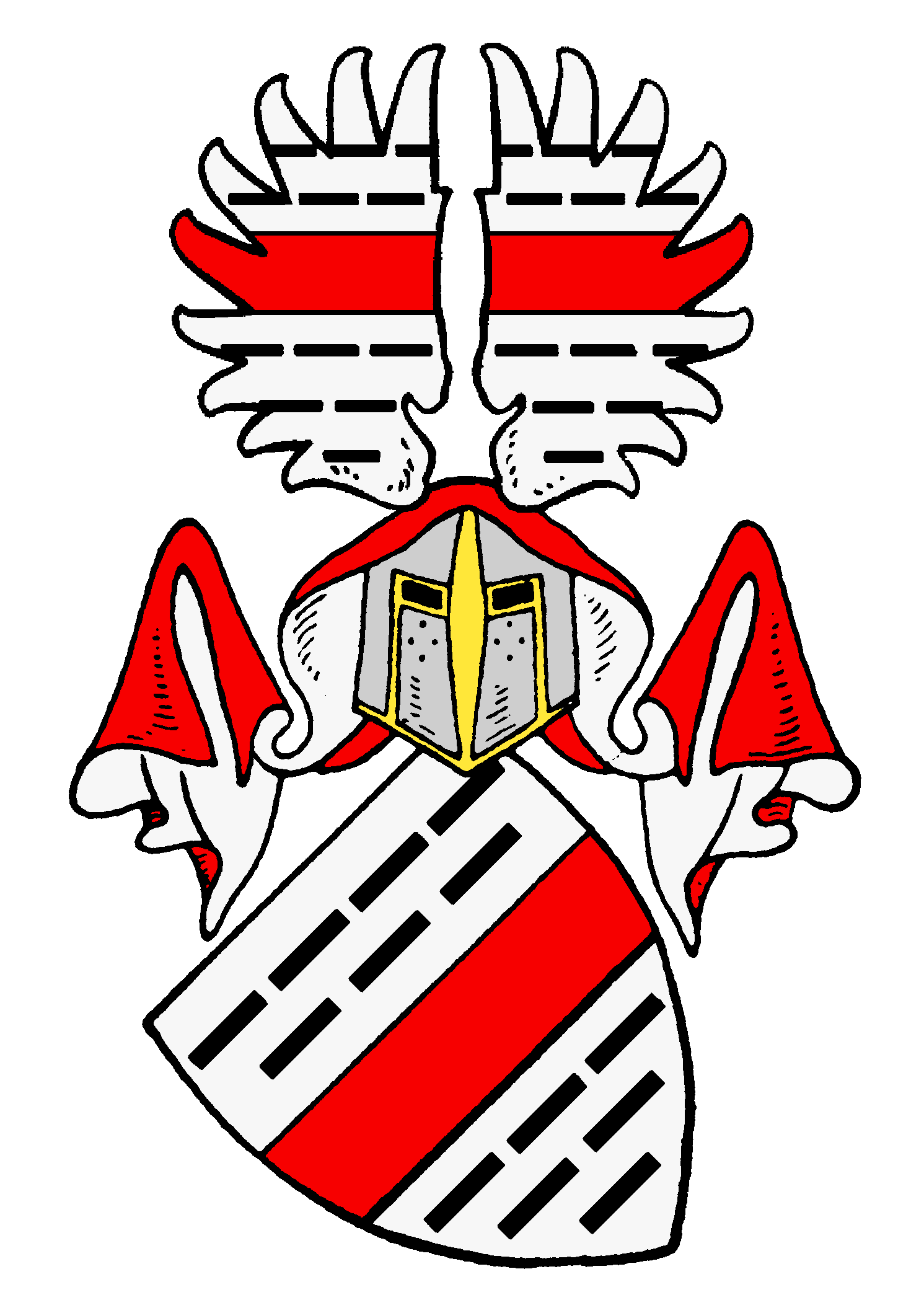
Wappen der Kratz von Scharfenstein

Die Kratz von Scharfenstein, auch Cratz von Scharfenstein, waren ein rheinisch-moselländisches Adelsgeschlecht, das sich nach der Burg Scharfenstein bei Kiedrich (Rheingau) benannte.

## Familiengeschichte

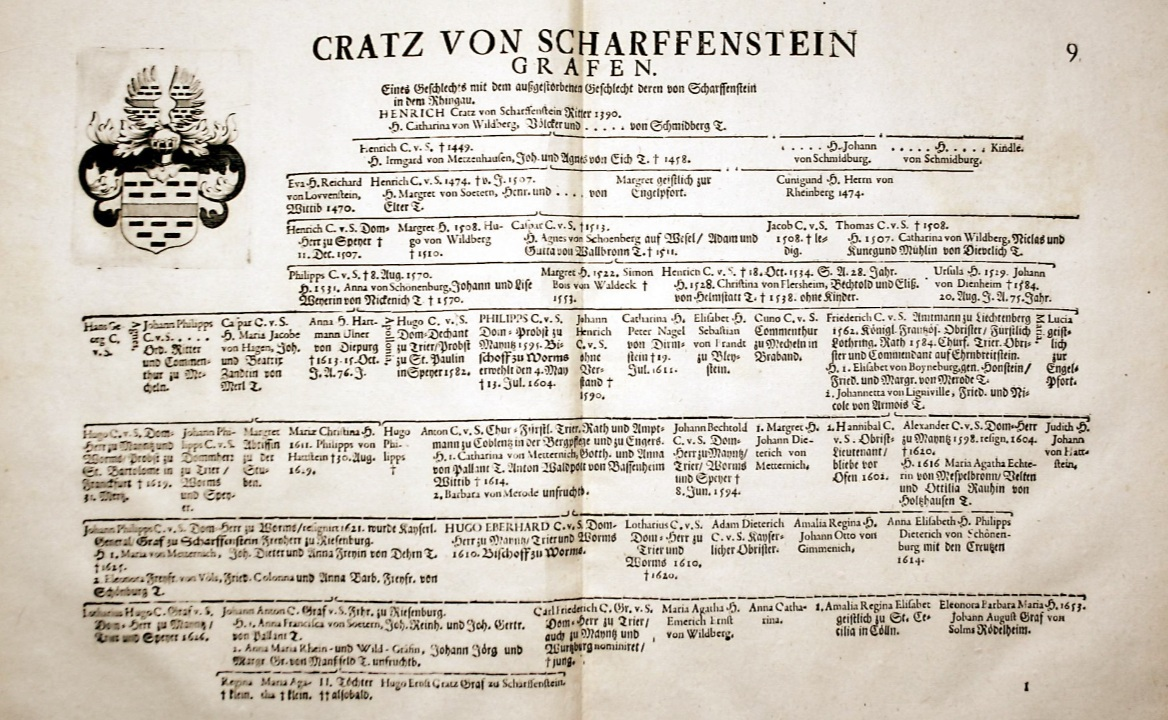
Stammtafel der Grafen Cratz von Scharfenstein um 1700

Die Familie ging hervor aus dem Geschlecht der Scharfenstein mit den Steinen, das mit anderen verwandten Adelsfamilien auf der kurmainzer Burg Scharfenstein ansässig war.
Heinrich, einer der fünf Söhne des Heinrich von Scharfenstein mit den Steinen, führte ab etwa 1390 den abweichenden Familiennamen Kratz von Scharfenstein.
Dessen gleichnamiger Sohn, verbunden mit Irmgard von Metzenhausen, hatte drei Kinder (zwei Töchter und einen Sohn). Die jüngere Tochter Margaretha Kratz von Scharfenstein († 1532) war Meisterin des Klosters Maria Engelport. Eva, die ältere, heiratete den Adeligen Friedrich von Löwenstein zu Randeck († 1463), dessen Grabplatte in der evangelischen Pfarrkirche Sobernheim erhalten ist. Der Sohn Heinrich setzte mit Margaretha von Sötern den Familienstamm fort. Ihr Kind war Caspar Kratz von Scharfenstein, Amtmann von Simmern († 1513).
Caspars Sohn Philipp Kratz von Scharfenstein, kurtrierer Amtmann zu Koblenz, sowie sponheimischer Amtmann zu Trarbach und Kastellaun, heiratete Anna von Schönenberg, Schwester der Wormser bzw. Trierer Bischöfe Georg von Schönenberg und Johann VII. von Schönenberg. Ihr Ehewappen ist am Marienpforter Hof in Waldböckelheim angebracht. Caspars Tochter Ursula († 1584) ehelichte Johann von Dienheim († 1570), kurpfälzischer Rat und Amtmann zu Kreuznach. Ein Kind aus dieser Verbindung war der Speyerer Bischof Eberhard von Dienheim († 1610).
Philipps Sohn Hugo Kratz von Scharfenstein (auch Kratz von Simmern), Dompropst in Speyer, und Propst zu St. Paulin in Trier, wurde 1582 Archidiakon, 1588 Domdekan und 1623 Dompropst von Trier. Er starb 1625 und wurde beigesetzt in der Trierer Liebfrauenkirche, wo sich sein Grabaltar mit Vollfigur erhalten hat; sein Wappen mit Initialen befindet sich auch an einem Fenstersturz der Schule von Kyllburg, die auf dem Platz des ehemaligen Burgpalas steht. Der Bruder Philipp Kratz von Scharfenstein (1540–1604) war seit 1572 Domkapitular und ab 1585 Domdekan von Mainz. 1594 wurde er Dompropst in Worms. Im Mai 1604 wählte ihn das Wormser Domkapitel zum Bischof von Worms. Ohne die päpstliche Bestätigung oder die Bischofsweihe empfangen zu haben, starb er bereits am 13. Juli gleichen Jahres in Mainz. Er wird als verdienstvoller Mann der katholischen Reform beschrieben. Beider Schwester Katharina Kratz von Scharfenstein ehelichte den pfälzer Adeligen Peter V. Nagel von Dirmstein († 1610) und sie ließen 1588 am Nagelschen Hof in Freinsheim (Hauptstraße 27) einen prächtigen Stein mit ihrem Allianzwappen und zwei Ahnenwappen anbringen.
Friedrich, der jüngste Bruder dieser Geschwister, war kurtrierer Obrist und Kommandant auf Ehrenbreitstein. Er setzte den Familienstamm fort. Sein Enkel Hugo Eberhard Kratz von Scharfenstein († 1663) wurde Bischof von Worms. Dessen Bruder Johann Philipp Kratz von Scharfenstein, stand als General zunächst in kaiserlichen, dann als Feldmarschall in schwedischen Diensten und wurde deshalb 1635 in Wien wegen Hochverrat hingerichtet. Er hatte einige Jahre zuvor die Würde eines Reichsgrafen erhalten. Genauer gesagt erhielt er mit seinem Bruder eine Bestättigung des Grafenstandes für die Brüder Johann Philipp und Adam Dietrich Craz von Scharffenstein, Freiherren von Riesenberg, zu Regensburg am 17. September 1630. Noch einige Jahre früher hatte er das Prädikat Freiherr von Riesenberg erworben.
Seine Tochter Eleonore (1629–1680) heiratete 1654 Graf Johann August von Solms-Rödelheim. Ihr Sohn war der Generalmajor Georg Ludwig zu Solms-Rödelheim (1664–1716); ihre Ur-Enkelin Maria Luise Albertine zu Leiningen-Dagsburg-Falkenburg (1729–1818) wurde die Großmutter und Erzieherin der späteren preußischen Königin Luise. Hierdurch entstammen auch die deutschen Kaiser aus dem Haus Hohenzollern und ihre Nachkommen dem Adelsgeschlecht der Kratz von Scharfenstein. Johann Philipps Sohn Johann Hugo Kratz von Scharfenstein war Domherr in Mainz, Trier und Speyer. Der jüngere Sohn, Graf Johann Anton Kratz von Scharfenstein, amtierte als kurtrierer Geheimrat und Hofmarschall.
Des Letzteren Sohn, Graf Hugo Ernst, kurtrierer Geheimrat, sowie Oberamtmann zu Boppard, starb 1721 als letzter männlicher Spross der Familie (diverse Quellen nennen auch 1718 als Todesjahr) und wurde im Kloster Bornhofen bestattet, wo sich eine Grablege der Kratz von Scharfenstein befand.
Das Erbe fiel als Herrschaft Kratz von Scharfenstein an die Grafschaft Solms-Rödelheim.
In Longuich bei Trier gibt es den Kratzenhof und die Kratzenhofstraße, benannt nach der Familie Kratz von Scharfenstein, die hier begütert war.

## Wappen
Quergeteilt, in Silber ein roter Balken, begleitet von 13 schwarzen Schindeln, oben 4 und 3 in zwei Reihen, unten 3, 2, 1 in drei Reihen untereinander. Als Helmzier ein wie der Schild tingierter Flug. Helmdecken rot-silbern (davon abweichend, historisch auch schwarz-silbern dargestellt). Seit 1589 erscheinen auch zwei Helme; Helmzier 1 wie zuvor beschrieben, Helmzier 2 ein goldener geharnischter Arm, ein Schwert führend.

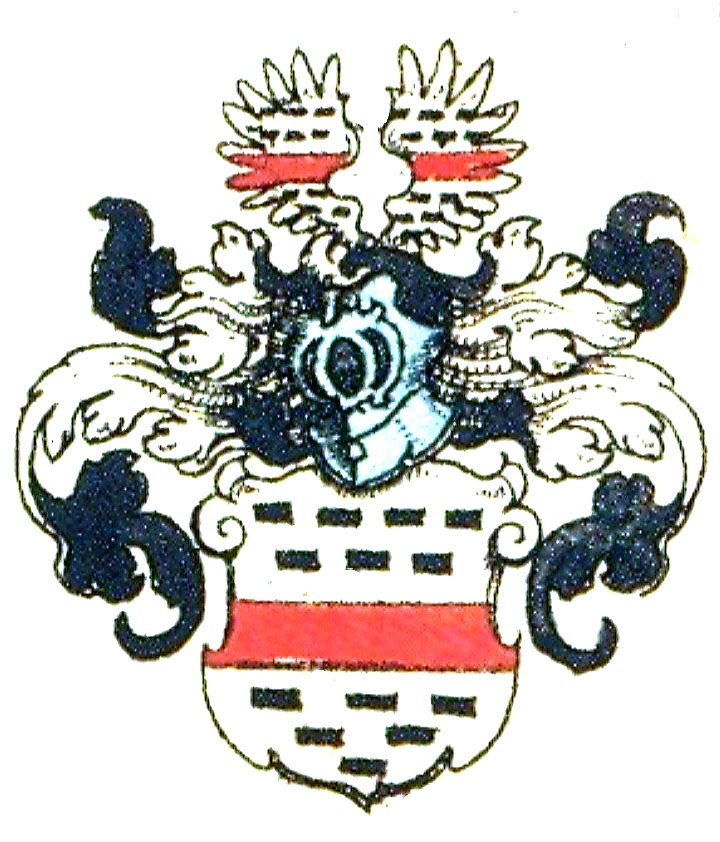
Wappen der Kratz von Scharfenstein in Siebmachers Wappenbuch (1605)
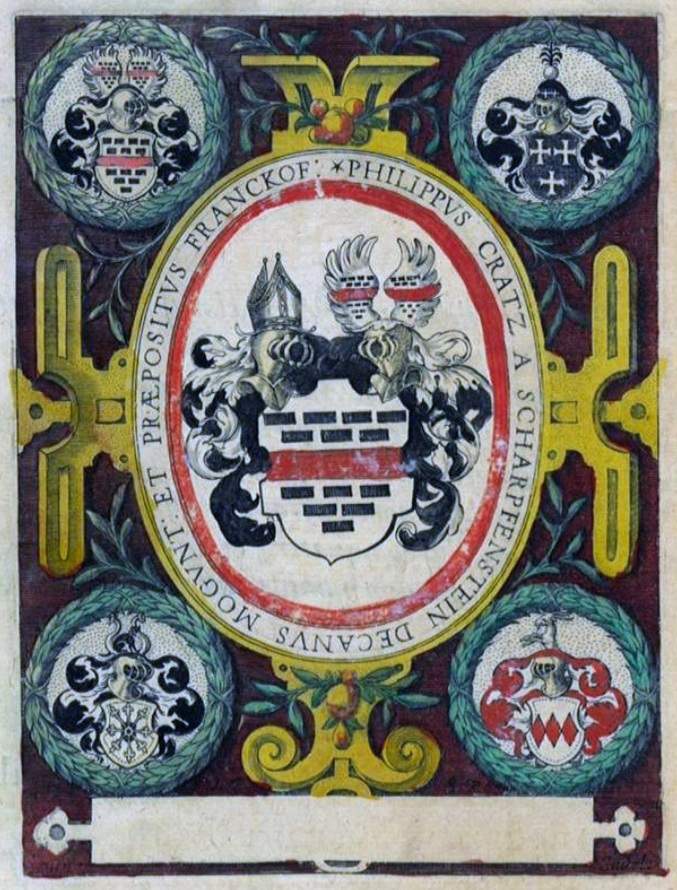
Wappen des Mainzer Domdekans (1587), späteren Wormser Bischofs Philipp Kratz von Scharfenstein (1540–1604)
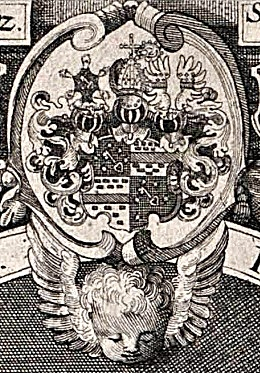
Wappen des Wormser Bischofs Philipp Kratz von Scharfenstein (1540–1604)
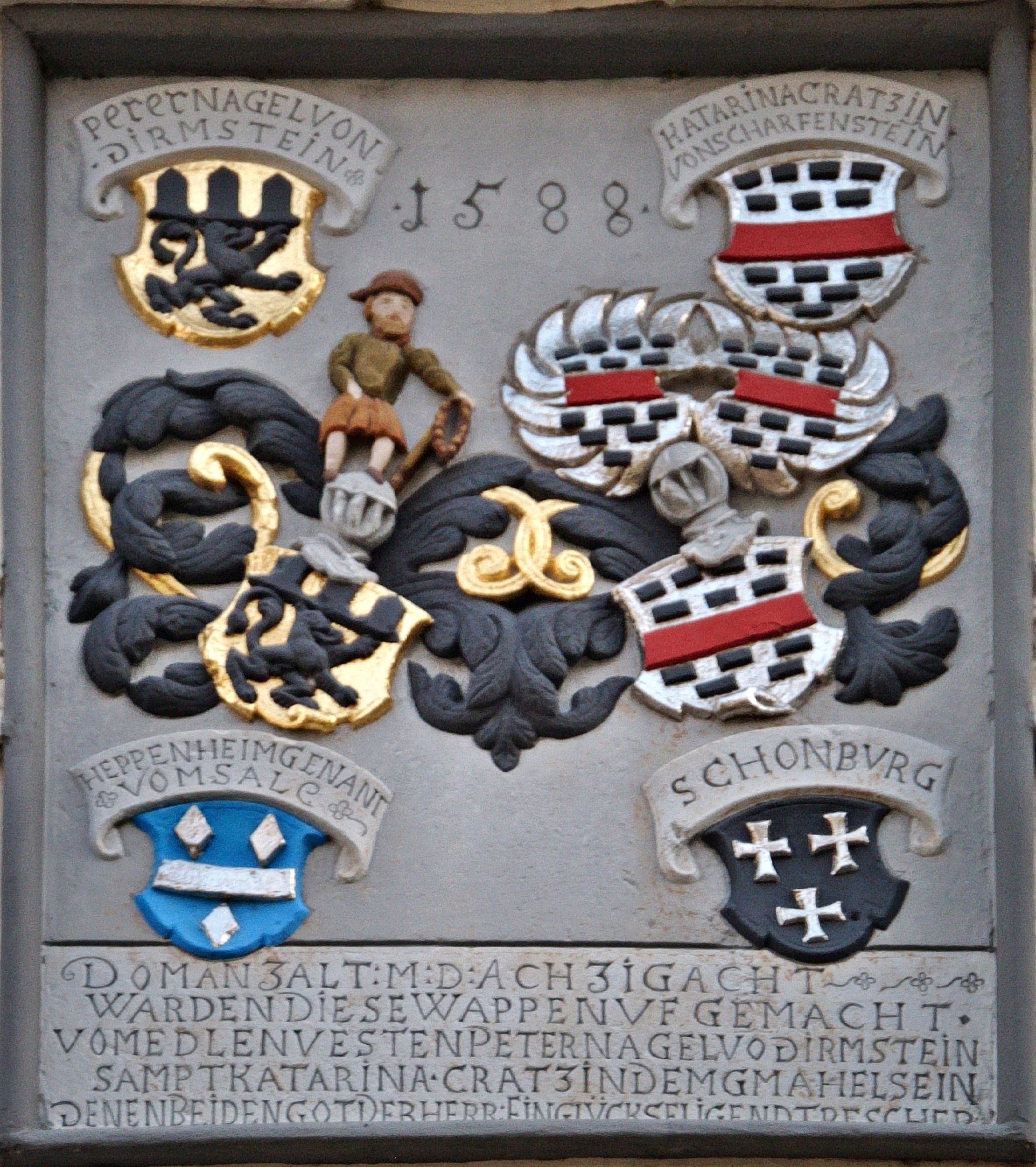
Wappenstein des Peter V. Nagel von Dirmstein und seiner Gattin Katharina Kratz von Scharfenstein, mit dem Allianz- und zwei Ahnenwappen. Nagelscher Hof, Freinsheim, 1588

## Persönlichkeiten
- Margaretha Kratz von Scharfenstein (um 1430–1532), Oberin des Klosters Maria Engelport.
- Philipp II. Kratz von Scharfenstein (1540–1604), Fürstbischof von Worms
- Hugo Everhard Cratz von Scharfenstein († 1663), Bischof von Worms
- Johann Philipp Cratz von Scharffenstein (um 1590–1635), schwedischer Feldmarschall
- Gräfin Eleonora Barbara Marie Cratz von Scharffenstein, Freiin zu Riesenberg (1629–1680), ab 1654 Ehefrau des regierenden Grafen Johann August von Solms-Rödelheim (1623–1680)
- Anna-Margarethe Cratz von Scharffenstein († 1654), von 1647 bis 1654 Meisterin (Magistra) im Kloster Stuben[12][13]
- Karl Sebastian Cratz von Scharffenstein († 1704), kaiserlicher Generalfeldwachtmeister